# Marchahalli, Krishnarajanagara
Marchahalli là một làng thuộc tehsil Krishnarajanagara, huyện Mysore, bang Karnataka, Ấn Độ.